# 神河铁路
神河铁路位于山西省西北的地方铁路。从宁岢铁路庄儿上站引出，西经五寨县三岔、河曲县阴塔、至黄河东岸的河曲县旧县乡火山煤矿。线路全长99Km。共有车站8个。

## 历史
忻州地区行署争取国家、省两级资助，于1982年开工，1985年建成，1986年与宁岢铁路在庄儿上接轨。忻州地方铁路局运营。1995年11月改隶山西省地方铁路局垂直管理。
1996年11月，神河铁路以4.45亿元售给神华集团，其中南坡底至阴塔段改造为神朔铁路的组成部分；阴塔至火山段33km由山西省地方铁路局继续运营、管理，也称阴火线。
2003年10月20日，企业改制，称“山西地方铁路集团忻州铁路公司”。2011年12月，划转并入山西晋神能源有限公司，改称山西晋神忻州铁路有限公司。职工800人，拥有两台东风4B，两台东风8B机车。